# Moran Mazor
Moran Mazor (en hebreu: מורן מזור; nascuda el 17 de maig de 1991), és una cantant israeliana d'ascendència georgiana. Va saltar a la fama en guanyar la primera temporada del reality show israelià "Eyal Golan et crida" (אייל גולן קורא לך) el 2011. El 2013, Mazor va guanyar el concurs nacional Kdam Eurovision 2013, per la qual cosa va representar a Israel en el Festival de la Cançó d'Eurovisió 2013 amb la cançó "Rak bishvilo", encara que no va passar a la final.